# 島根県道237号黒松港線
島根県道237号黒松港線（しまねけんどう237ごう くろまつこうせん）は、島根県江津市を通る一般県道である。

## 概要
黒松港から江津市黒松町に至る。

### 路線データ
- 起点：江津市黒松町（黒松港）
- 終点：江津市黒松町（島根県道204号黒松停車場線交点）

## 歴史
- 1966年（昭和41年）3月29日 - 島根県告示第423号により認定される。
- 1972年（昭和47年）頃 - 現行の県道番号に変更される。

## 地理

### 通過する自治体
- 江津市

### 交差する道路
| 交差する道路              | 交差する場所 | 交差する場所 |
| ------------------------- | ------------ | ------------ |
| 島根県道204号黒松停車場線 | 黒松町       | 終点         |

### 沿線
- 黒松港
- 黒松海水浴場